# Morskie Oko
Il Morskie Oko  è un lago della Polonia situato negli Alti Tatra, nel Voivodato della Piccola Polonia.

## Geografia
Le cime che circondano il lago si alzano di circa 1.000 metri sopra la sua superficie; uno di loro è il Rysy (2.499 metri), la vetta più alta della Polonia. Accanto, il Mięguszowiecki (2.438 metri); più lontano e leggermente a sinistra, è il Monk (2.068 metri).

## Storia
In passato, il Morskie Oko è stato chiamato Rybie Jezioro ("Lago dei pesci") a causa della presenza naturale dei pesci, che sono rari nei laghi dei Tatra. Nelle limpide acque, si possono facilmente notare le trote  che vivono nel lago. Il nome "Morskie Oko" (occhio del mare) deriva da un'antica leggenda, secondo la quale il lago era collegato al mare tramite un passaggio sotterraneo.

### Aspetti del turismo

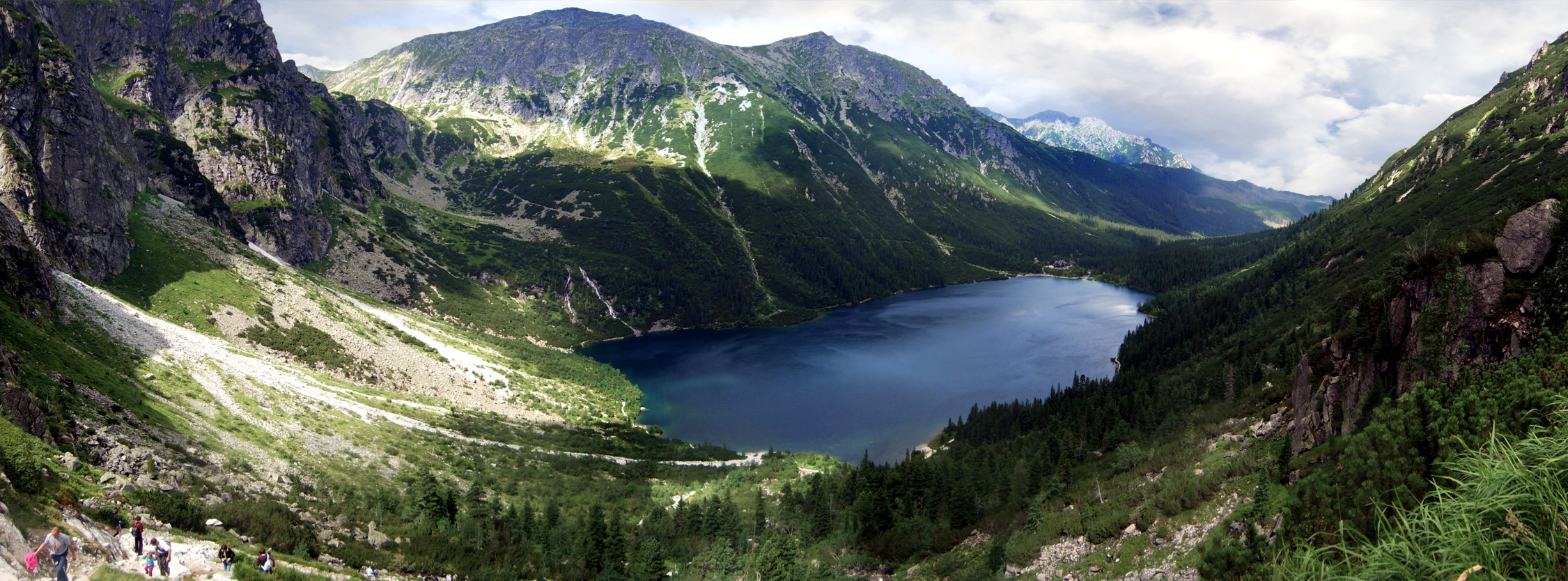
vista panoramica

Il Morskie Oko è una delle destinazioni più popolari dei Tatra, riceve oltre 50.000 visitatori durante la stagione di vacanza. Si raggiunge a piedi in circa due ore dalla strada più vicina (da Zakopane).

## Altri progetti

vista panoramica 2